# Princess Waltz
Princess Waltz es un juego de aventura eroge japonés producido por Pulltop y distribuido en inglés por Peach Princess. 

## Argumento
Eres Arata Fukamori, y no sabes nada sobre las princesas o waltzes. De hecho, tu día a día en el Japón moderno, no podría ser más ordinario - Vives con tu madre y hermana, te despierta a diario tu amiga de la infancia, y vives una vida plena pero normal rodeado de la panda de alborotadores de tus compañeros de clase. Y cuando empiezan a circular rumores sobre un estudiante de intercambio que se unirá a tu clase, no prestas mucha atención.
Cuando llega Chris Northfield, se descubre que los rumores eran ciertos. ¿Qué hace semejante jovenzuelo refinado y educado en tu escuela? Tu curiosidad te puede, pero conforme vas investigando te empiezas a dar cuenta de que te has acabado metiendo en algo mucho más profundo de lo que hubiese podido imaginar...

### Personajes
- Chris Northfield (クリス＝ノースフィールド?) - Un estudiante de intercambio misterioso que aparece en la clase de Arata. El sueño de Chris es convertirse en el "príncipe" de Seven Central. ¿Qué clase de secretos descubrirás al unirte a Chris y convertirte en cómplice involuntario en el Princess Waltz?

- Arata Fukamori (深森 新?) - Apasionado e impulsivo, pero un buen tipo en general, con una perspectiva de la vida positiva pero algo simple. No duda en defender al instante a aquellos que ve en apuros. Valora mucho la amistad, pero resulta ser un poco ciego en lo referente a enredijos amorosos a no ser que se lo pongan a huevo.

- Angela Victoire Blendin (アンジェラ＝ヴィクトワール＝ブレンディン?) - Una de las competidoras en el Princess Waltz proveniente del reino de Agnis. Conocida también como la princesa dragón; apodo bastante adecuado dadas su personalidad orgullosa y dominante. Su elegancia natural está al mismo nivel de su autosatisfacción y vocabulario lascivo.

- Suzushiro Shikikagura (式神楽 清白?) - La joya de la corona del reino de Shihou y una de las competidoras en el Princess Waltz. También se la conoce como la princesa de la tierra. Tuvo una infancia muy inocente y no tiene conocimiento alguno sobre los hombres o sobre el mundo exterior.

- Liliana "Lun-Lun" Guenther (リリアーナ＝ルン＝ルン＝ギュンスター?) - Liliana "Lun-Lun" Guenther. La princesa tormenta del reino del océano Renstanza, y una de las competidoras en el Princess Waltz. Es un personaje de alto voltaje, que va siempre de buena fe en busca de placer. Su lema es "una batalla debería ser fugaz y divertida", pero se toma realmente en serio su participación en el Waltz.

- Liesel Hansel (リーゼル＝ヘンゼル?) - Princesa de acero de Palmeid, reino de herreros. Lucha para demostrar que su vestido es el más fuerte. Interesada únicamente en la profesión del herrero, no se lleva bien con nadie que esté fuera del círculo cerrado de sus colegas artesanos.

- Iris (イーリス?) - Apodada "la princesa de la espada" y preveniente del reino de Soldia, poco es lo que se sabe de esta misteriosa participante en el Waltz más allá de su nombre. Parece que aparece siempre que Chris está en peligro, aunque nadie los ha visto nunca juntos...

- Fukamori Shizuka (深森 静?) - La hija de Nanae Fukamori, y hermana adoptiva de Arata. Criados juntos desde que eran pequeños, tienen una relación de hermanos de verdad pese a no estar vinculados por la sangre. Actúa como su tutora en muchos aspectos, con una presencia fuerte y severa más propia de un samurai que de una bella mujer japonesa tradicional.

- Fukamori Nanae (深森 七重?) - La madre de Shizuka, y madre adoptiva de Arata. A pesar de su descuidado estilo de vida (que hasta deja todas las tareas del hogar a Arata y Shizuka), se puede contar con ella cuando más hace falta. Es profesora en la escuela de Arata.

- Nonomiya Nodoka (野々宮 のどか?) - Amiga de la infancia de Arata, una chica común apodada "Nono". Se deja llevar un poco por las tendencias, y pese a su edad está enamorada de la idea de tener un romance. Generalmente es vivaz y risueña, mala con los deportes pero una estudiante por encima de la media.

- Tateyama Kazuko (館山 和子?) - Compañera de clase de Arata, y una de las mejores amigas de Nodoka. Una chica muy habladora y siempre a la última. Pese a parecer una cabeza hueca en ocasiones es suficiente responsable como para ser la representante de la clase de Arata en el consejo estudiantil.

- Sugimoto Kazuhiro (杉本 一博?) - Compañero de clase de Arata. Y en resumidas cuentas, su "peor mejor" amigo. Siempre que hay algún problema, Kazuhiro anda cerca. Pero aun así, es difícil no quererle.